# Armando Pollini
Armando Pollini (Vigevano, 1935 – 18 giugno 2021) è stato uno stilista e imprenditore italiano.
Pollini viene ricordato per essere stato uno dei pionieri delle scarpe con tacco a spillo e per aver ideato l'utilizzo del tessuto elastico nelle calzature.

## Biografia

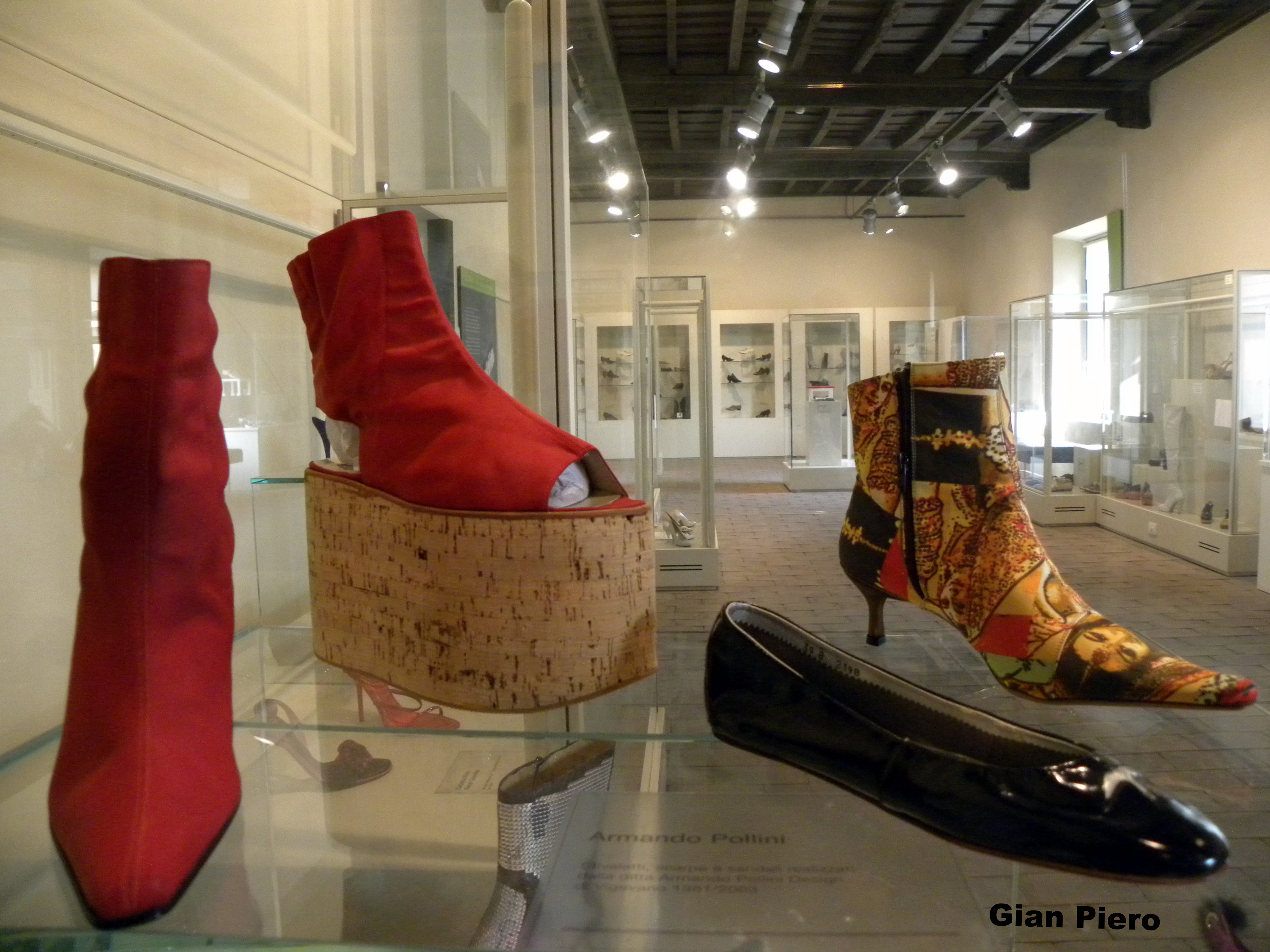
Modelli esposti di Armando Pollini nel Museo internazionale della calzatura di Vigevano

Nato nel 1935 a Vigevano da un padre modellista e la madre orlatrice, iniziò a lavorare in bottega quando aveva 12 anni.
Pollini iniziò la carriera di stilista nel 1953, quando si trasferì a San Mauro Pascoli, in Romagna (non ha nessun legame di parentela con i fratelli Pollini, che lo stesso anno inaugurarono l'azienda che da loro prende il nome). Sempre durante i primi anni cinquanta, ancor prima che Roger Vivier lanciasse la moda del tacco a spillo, Pollini ideò un rilievo sottile in alluminio da porre nelle parti posteriori delle scarpe. A differenza dei più comuni tacchi in legno, che potevano sostenere il peso di una donna soltanto se questi erano sufficientemente ampi, quelli in alluminio potevano essere molto più sottili in quanto tale materiale era molto più resistente. La sua prima scarpa, lanciata nel 1958, aveva un tacco basso ed era più comoda rispetto a quelle con il tacco a spillo che allora andavano di moda.
Pollini fu anche attivo in ambito sportivo: rappresentò l'Italia nei primi anni sessanta come quattrocentometrista; anni dopo, nel 1986, sarà presidente del Vigevano Calcio.
Nel 1957, all'età di vent'anni, Pollini andò a Parigi e fece la conoscenza di stilisti come Paco Rabanne e Kenzo. Negli anni sessanta fece la conoscenza di Elio Fiorucci, che gli insegnò l'importanza delle pubbliche relazioni e assieme al quale avviò una duratura collaborazione. Tra la fine degli anni sessanta e gli inizi del decennio successivo, mentre lavorava per dieci calzaturifici italiani ed esteri, contribuì a sviluppare e diffondere i nuovi materiali sintetici nelle calzature. Negli anni settanta viaggiò a New York dove conobbe Andy Warhol e Jean-Michel Basquiat. Pollini divenne celebre grazie alle sue calzature confortevoli e minimali in tessuti estensibili che, durante gli anni ottanta e novanta, gli valsero il soprannome di "Re dell'Elast".
Nel 1981 venne aperta l'Armando Pollini Design, che resterà attiva fino al 2003. Nel 1988 venne eletto nel consiglio comunale come indipendente nelle liste di Democrazia Cristiana. Nel 2000 il marchio di Pollini venne acquisito dal gruppo Aeffe. Pollini lavorò anche come curatore del Museo della calzatura di Vigevano. Lo stilista spirò nel 2021 a causa di un infarto.